# Oxyethira columba
Oxyethira columba är en nattsländeart som först beskrevs av Arturs Neboiss 1977.  Oxyethira columba ingår i släktet Oxyethira och familjen smånattsländor. Inga underarter finns listade i Catalogue of Life.